# Microcebus arnholdi
Il microcebo di Arnhold o microcebo della montagna d'Ambra (Microcebus arnholdi Louis et al., 2008) è un lemure della famiglia Cheirogaleidae, endemico del Madagascar. Secondo i test genetici , è geneticamente distinto dal suo taxa sorella più vicino, il microcebo di Sambirano (M. sambiranensis).

## Etimologia
Deve il nome ad Henry Arnhold, un noto biologo conservazionista.

## Descrizione

### Dimensioni
È un microcebo di medie dimensioni, del peso di circa 49,7 grammi , con una lunghezza del corpo di 8,1 cm e una lunghezza della coda di 12,9 cm.

### Aspetto
Il colore della pelliccia dorsale è marrone scuro, rosso e grigio, con una striscia marrone scuro sulla linea mediana dorsale che scende alla base della coda. La coda ha punta la di colore marrone scuro. La pelliccia ventrale va dal bianco al crema, con sfumature grigie. La testa è di colore rosso,sul muso e intorno agli occhi è di colore marrone scuro. Come tutti i microcebi, ha una striscia bianca tra gli occhi.

## Distribuzione e habitat
Il suo areale ricade nella foresta pluviale montana del Parco nazionale della Montagna d'Ambra e nella Riserva Speciale Montagna d'Ambra, a nord-ovest del fiume Irodo nella provincia di Antsiranana nel Madagascar settentrionale.

## Conservazione
L'estensione dell'areale di questa specie copre meno di 160 km2. Inoltre l'habitat è frammentario e in continuo declino qualitativo. Sulla base di queste premesse, la specie è elencata come minacciata di estinzione (EN).